# Manuel João Locio
D. Manuel João de Lócio ( — 26 de janeiro de 1825), também designado por Manuel João de Lossio Seiblitz, foi um oficial da Armada Portuguesa que, entre outras funções de relevo, foi Ministro e Secretário de Estado dos Negócios da Marinha do 3.º governo do Vintismo, em funções de 28 de maio a 1 de Junho de 1823. FAleceu no posto de chefe-de-esquadra.

## Biografia
Descendia de uma família da aristocracia alemã, pois era bisneto de Jorge André de Seiblitz, nascido c. 1676 na Alemanha, capitão de cavalos que se radicou em Lisboa, e de Anna Bárbara Ignacia Lóssio, nascida c. 1680 na Alemanha, açafata da rainha Maria Sofia Isabel de Neuburgo, esposa do rei Pedro II de Portugal.
Manuel João Lócio, no posto de capitão-de-mar-e-guerra, a que fora promovido a 17 de dezembro de 1806, comandou a nau D. João de Castro, que fez parte da esquadra que transferiu a Corte portuguesa para o Brasil. Foi promovido a chefe-de-esquadra por decreto de 26 de setembro de 1822.
A  notícia  de  que  D.  Miguel  havia  fugido  de  Lisboa, para  ir  erguer  o  estandarte  da  revolta,  causou  enorme sensação,  pois  calculou-se  logo  que  a  liberdade  não resistiria  a  este  novo  golpe.  O  descontentamento  e  o receio  apossou-se  de  uma  grande  parle  da  população da  capital, por  verem  próxima a  agonia  da  liberdade e  imminente  uma  invasão  estrangeira  ou  a  guerra  civil.
No  dia  28  o  rei  acceitou  a  demissão  do  ministério e nomeou  para  o  substituir  a  Hermano  José  Braamcamp do  Sobral,  José  António  Guerreiro,  José  Xavier Mousinho  da  Silveira,  José  António  Faria  de  Carvalho, José  Maria  das  Neves  Costa  e  D.  Manuel  João  Locio. 
No  mesmo  dia  em  que  se  organisou  o  novo  gabinete, as  cortes  substtuiram  no  comando  das  armas  da  capital o  general  Sepúlveda,  contra  quem  havia  mais  que fundadas  suspeitas  de  conspirar  contra  a  constituição, pelo  tenente  general  Jorge  de  Avilez.
Do seu casamento com Matilde Joaquina Viana, foi pai de José António Lócio, um militar, filantropo e político.